# Deinopis schoutedeni
Deinopis schoutedeni là một loài nhện trong họ Deinopidae.
Loài này thuộc chi Deinopis. Deinopis schoutedeni được miêu tả năm 1929 bởi Giltay.